# 诺伊斯
诺伊斯（德語：Neuss，發音：[nɔʏs] ⓘ；1968年之前拼作，發音：[ˈnʏs]）是德国北莱茵-威斯特法伦州杜塞尔多夫行政区诺伊斯莱茵县的城市，也是诺伊斯莱茵县的县治及最大城市，坐落在莱茵河下游的西岸，与杜塞尔多夫相望，面积99.52平方千米，2023年12月31日人口为155,163人。诺伊斯以其古罗马历史、莱茵河港口和诺伊斯市民射击节而闻名。诺伊斯和特里尔同为德国最古老的城市，1984年，诺伊斯庆祝建城2000周年。

## 地理
诺伊斯坐落在莱茵河下游的西岸，与杜塞尔多夫相望，埃尔夫特河在此汇入莱茵河。海拔最高67.5米，最低位置在港口入口处，海拔30米。诺伊斯市南北向最长距离为13.2千米，东西向最长距离为12.8千米。

## 历史
诺伊斯是德国历史最悠久的城市之一，早在公元前16年，古罗马士兵就在埃尔夫特河汇入莱茵河处建造了一座木质的堡垒。据推测，凯尔特人曾经在如今的诺伊斯地区居住，这里的地理优势明显，一方面位于一条重要陆路的终点，这条道路从被恺撒征服的高卢一直通往莱茵河，另一方面又处于交通便利的水路，包括莱茵河、埃尔夫特河、利珀河、鲁尔河和伍珀河。
公元1世纪中期古罗马士兵在埃尔夫特河口附近建筑了一座石质军营（Castra Novesia），可容纳6500名士兵，在军营附近则建立起来战壕和一座战地城市，供士兵的家人居住，以及其他商人、旅馆主和军械工人工作。公元2世纪初军队撤走后成为居民区，又逐渐建造了防波堤和教堂等建筑。
1190年诺伊斯第一次正式被官方称为城市，神圣罗马帝国皇帝亨利六世授予诺伊斯关税自由，1200年左右建筑起5扇城门的城墙，1209年奎里努斯大教堂（Quirinusmünster）奠基。由于诺伊斯在1474年至1475年间抵抗了勃艮第公爵大膽查理的长期占领，作为奖赏，腓特烈三世皇帝又授予诺伊斯铸币权、使用红色印章的权利，诺伊斯同时成为一座汉萨同盟城市，并拥有了新的城徽，这些奖赏在诺伊斯的发展中起到了重要的作用，但是1583年至1588年科隆戰爭的战败和1586年的一场大火使得诺伊斯一切尽失。
1794年—1814年，诺伊斯被拿破仑占领，1816年成为普鲁士的诺伊斯县的首府。19世纪，诺伊斯建造了莱茵河上的铁路桥，连通了莱茵河右岸的杜塞尔多夫和整个铁路网，加上莱茵河港口的建成，使得诺伊斯经历了新的经济复苏。
1913年，诺伊斯脱离诺伊斯县，成为非县辖城市。1929年，诺伊斯县和原格雷文布罗赫县的剩余部分合并为格雷文布罗赫-诺伊斯县（后更名为格雷文布罗赫县）。1975年，诺伊斯周围的几个市镇并入诺伊斯，非县辖城市诺伊斯则与格雷文布罗赫县合并为新的诺伊斯县（后于2003年更名为“诺伊斯莱茵县”）。

## 友好城市
诺伊斯与以下城市结为友好城市：
- 法國 香槟沙隆（1972年）
- 俄羅斯 普斯科夫（1990年）
- 里耶卡（1990年）
- 美国 圣保罗（1999年）
- 土耳其 內夫謝希爾（2007年）